# Riedeliella sessiliflora
Riedeliella sessiliflora är en ärtväxtart som beskrevs av João Geraldo Kuhlmann. Riedeliella sessiliflora ingår i släktet Riedeliella och familjen ärtväxter. Inga underarter finns listade i Catalogue of Life.